# GJ 1286
GJ 1286 is een rode dwerg met een spectraalklasse van M5.0Ve. De ster bevindt zich 23,41 lichtjaar van de zon.